# Mycale gaussiana
Mycale gaussiana är en svampdjursart som beskrevs av Jörn Hentschel 1914. Mycale gaussiana ingår i släktet Mycale och familjen Mycalidae. Inga underarter finns listade i Catalogue of Life.